# Élections cantonales de 1992 dans la Manche
Les élections cantonales ont eu lieu les 22 et 29 mars 1992.
Lors de ces élections, 26 des 52 cantons de la Manche ont été renouvelés. Elles ont vu la reconduction de la majorité UDF dirigée par Pierre Aguiton, président du onseil général depuis 1988.

## Résultats à l’échelle du département
Répartition départementale des résultats (2e tour).
- PCF (2,95 %)
- PS (22,02 %)
- RPR (23,11 %)
- UDF (10,29 %)
- DVD (41,63 %)

| Étiquette      | Étiquette                          | Premier tour | Premier tour | Second tour | Second tour | Sièges |
| Étiquette      | Étiquette                          | Voix         | %            | Voix        | %           | Sièges |
| -------------- | ---------------------------------- | ------------ | ------------ | ----------- | ----------- | ------ |
|                | Parti socialiste                   | 13 387       | 12,42        | 11 294      | 22,02       | 2      |
|                | Parti communiste français          | 6 338        | 5,88         | 1 514       | 2,95        | 0      |
|                | Majorité présidentielle            | 2 159        | 2,00         |             |             |        |
| Gauche         | Gauche                             | 21 884       | 20,30        | 12 808      | 24,97       | 2      |
|                |                                    |              |              |             |             |        |
|                | Divers droite                      | 32 022       | 29,72        | 21 351      | 41,63       | 11     |
|                | Union pour la démocratie française | 14 515       | 13,47        | 5 275       | 10,29       | 5      |
|                | Rassemblement pour la République   | 19 004       | 17,64        | 11 851      | 23,11       | 8      |
|                | Front national                     | 8 935        | 8,29         |             |             |        |
| Droite         | Droite                             | 74 476       | 69,12        | 38 477      | 75,03       | 24     |
|                |                                    |              |              |             |             |        |
|                | Les Verts                          | 10 713       | 9,94         |             |             |        |
|                | Génération écologie                | 687          | 0,64         |             |             |        |
| Écologistes    | Écologistes                        | 11 400       | 10,58        |             |             |        |
|                |                                    |              |              |             |             |        |
| Inscrits       | Inscrits                           | 165 973      | 100,00       | 86 427      | 100,00      |        |
| Abstention     | Abstention                         | 51 668       | 31,13        | 32 104      | 37,15       |        |
| Votants        | Votants                            | 114 305      | 68,87        | 54 323      | 62,85       |        |
| Blancs et nuls | Blancs et nuls                     | 6 545        | 5,73         | 3 038       | 5,59        |        |
| Exprimés       | Exprimés                           | 107 760      | 94,27        | 51 285      | 94,41       |        |

## Résultats par canton

### Canton de Barneville-Carteret
| Candidats      | Candidats        | Étiquette      | Premier tour | Premier tour | Second tour | Second tour |
| Candidats      | Candidats        | Étiquette      | Voix         | %            | Voix        | %           |
| -------------- | ---------------- | -------------- | ------------ | ------------ | ----------- | ----------- |
|                | Auguste Lefèvre* | DVD            | 1 266        | 35,21        | 1 557       | 45,26       |
|                | André Viel       | DVD            | 1 020        | 28,36        | 1 883       | 54,74       |
|                | Raymond Lecoeur  | FN             | 354          | 9,84         |             |             |
|                | Christiane Manny | DVD            | 327          | 9,09         |             |             |
|                | Annick Cardine   | Verts          | 273          | 7,59         |             |             |
|                | Auguste Dupont   | PS             | 264          | 7,34         |             |             |
|                | Richard Robert   | PCF            | 92           | 2,56         |             |             |
|                |                  |                |              |              |             |             |
| Inscrits       | Inscrits         | Inscrits       | 5 440        | 100,00       | 5 440       | 100,00      |
| Abstention     | Abstention       | Abstention     | 1 688        | 31,03        | 1 843       | 33,88       |
| Votants        | Votants          | Votants        | 3 752        | 68,97        | 3 597       | 66,12       |
| Blancs et nuls | Blancs et nuls   | Blancs et nuls | 156          | 4,16         | 157         | 4,36        |
| Exprimés       | Exprimés         | Exprimés       | 3 596        | 95,84        | 3 440       | 95,64       |

*sortant

### Canton de Beaumont
| Candidats      | Candidats         | Étiquette      | Premier tour | Premier tour | Second tour | Second tour |
| Candidats      | Candidats         | Étiquette      | Voix         | %            | Voix        | %           |
| -------------- | ----------------- | -------------- | ------------ | ------------ | ----------- | ----------- |
|                | Michel Laurent    | DVD            | 1 354        | 30,65        | 2 169       | 54,47       |
|                | Patrick Mougenot* | PS             | 1 241        | 28,10        | 1 813       | 45,53       |
|                | Michel Canoville  | PS             | 933          | 21,12        | Retrait     | Retrait     |
|                | Raymond Girard    | Verts          | 415          | 9,40         |             |             |
|                | Joseph Lehot      | FN             | 320          | 7,24         |             |             |
|                | Louis Avoine      | PCF            | 154          | 3,49         |             |             |
|                |                   |                |              |              |             |             |
| Inscrits       | Inscrits          | Inscrits       | 6 494        | 100,00       | 6 494       | 100,00      |
| Abstention     | Abstention        | Abstention     | 1 876        | 28,89        | 2 295       | 35,34       |
| Votants        | Votants           | Votants        | 4 618        | 71,11        | 4 199       | 64,66       |
| Blancs et nuls | Blancs et nuls    | Blancs et nuls | 201          | 4,35         | 217         | 5,17        |
| Exprimés       | Exprimés          | Exprimés       | 4 417        | 95,65        | 3 982       | 94,83       |

*sortant

### Canton de Brécey
| Candidats      | Candidats          | Étiquette      | Premier tour | Premier tour |
| Candidats      | Candidats          | Étiquette      | Voix         | %            |
| -------------- | ------------------ | -------------- | ------------ | ------------ |
|                | Pierre Aguiton*    | UDF            | 2 673        | 86,98        |
|                | Antoinette Guignot | FN             | 244          | 7,94         |
|                | Alfred Prime       | PCF            | 156          | 5,08         |
|                |                    |                |              |              |
| Inscrits       | Inscrits           | Inscrits       | 4 387        | 100,00       |
| Abstention     | Abstention         | Abstention     | 1 064        | 24,25        |
| Votants        | Votants            | Votants        | 3 323        | 75,75        |
| Blancs et nuls | Blancs et nuls     | Blancs et nuls | 250          | 7,52         |
| Exprimés       | Exprimés           | Exprimés       | 3 073        | 92,48        |

*sortant

### Canton de Bréhal
| Candidats      | Candidats        | Étiquette      | Premier tour | Premier tour |
| Candidats      | Candidats        | Étiquette      | Voix         | %            |
| -------------- | ---------------- | -------------- | ------------ | ------------ |
|                | Bernard Rolland* | DVD            | 2 789        | 59,63        |
|                | André Clement    | PS             | 1 226        | 26,21        |
|                | Henri Hue        | FN             | 503          | 10,75        |
|                | Claude Girard    | PCF            | 159          | 3,40         |
|                |                  |                |              |              |
| Inscrits       | Inscrits         | Inscrits       | 7 229        | 100,00       |
| Abstention     | Abstention       | Abstention     | 2 243        | 31,03        |
| Votants        | Votants          | Votants        | 4 986        | 68,97        |
| Blancs et nuls | Blancs et nuls   | Blancs et nuls | 309          | 6,20         |
| Exprimés       | Exprimés         | Exprimés       | 4 677        | 93,80        |

*sortant

### Canton de Bricquebec
| Candidats      | Candidats            | Étiquette      | Premier tour | Premier tour |
| Candidats      | Candidats            | Étiquette      | Voix         | %            |
| -------------- | -------------------- | -------------- | ------------ | ------------ |
|                | Henri-Louis Vedie*   | RPR            | 2 345        | 56,05        |
|                | Rémi Pezeril         | Verts          | 590          | 14,10        |
|                | Jean-Pierre Krawczyk | PS             | 582          | 13,91        |
|                | Roger Klotz          | FN             | 364          | 8,70         |
|                | Ginette Bihel        | PCF            | 303          | 7,24         |
|                |                      |                |              |              |
| Inscrits       | Inscrits             | Inscrits       | 6 824        | 100,00       |
| Abstention     | Abstention           | Abstention     | 2 475        | 36,27        |
| Votants        | Votants              | Votants        | 4 349        | 63,73        |
| Blancs et nuls | Blancs et nuls       | Blancs et nuls | 165          | 3,79         |
| Exprimés       | Exprimés             | Exprimés       | 4 184        | 96,21        |

*sortant

### Canton de Carentan
| Candidats      | Candidats       | Étiquette      | Premier tour | Premier tour |
| Candidats      | Candidats       | Étiquette      | Voix         | %            |
| -------------- | --------------- | -------------- | ------------ | ------------ |
|                | André Lemaitre* | DVD            | 2 881        | 54,41        |
|                | Louis Kerfourn  | PS             | 1 075        | 20,30        |
|                | Guy Auboire     | Verts          | 580          | 10,95        |
|                | Gaston Bellamy  | FN             | 432          | 8,16         |
|                | Gabriel Billy   | PCF            | 327          | 6,18         |
|                |                 |                |              |              |
| Inscrits       | Inscrits        | Inscrits       | 8 495        | 100,00       |
| Abstention     | Abstention      | Abstention     | 2 897        | 34,10        |
| Votants        | Votants         | Votants        | 5 598        | 65,90        |
| Blancs et nuls | Blancs et nuls  | Blancs et nuls | 303          | 5,41         |
| Exprimés       | Exprimés        | Exprimés       | 5 295        | 94,59        |

*sortant

### Canton de Cherbourg-Sud-Est
| Candidats      | Candidats            | Étiquette      | Premier tour | Premier tour | Second tour | Second tour |
| Candidats      | Candidats            | Étiquette      | Voix         | %            | Voix        | %           |
| -------------- | -------------------- | -------------- | ------------ | ------------ | ----------- | ----------- |
|                | Michel Louiset       | PS             | 1 454        | 33,10        | 2 028       | 53,88       |
|                | Jack Breton*         | UDF            | 1 268        | 28,86        | 1 736       | 46,12       |
|                | Patrick Crinquette   | Verts          | 545          | 12,41        |             |             |
|                | Pierre Beaumont      | FN             | 522          | 11,88        |             |             |
|                | Jean-Claude Forafo   | PCF            | 370          | 8,42         |             |             |
|                | Jean-Albert Guerault | DVD            | 234          | 5,33         |             |             |
|                |                      |                |              |              |             |             |
| Inscrits       | Inscrits             | Inscrits       | 7 835        | 100,00       | 7 835       | 100,00      |
| Abstention     | Abstention           | Abstention     | 3 256        | 41,56        | 3 820       | 48,76       |
| Votants        | Votants              | Votants        | 4 579        | 58,44        | 4 015       | 51,24       |
| Blancs et nuls | Blancs et nuls       | Blancs et nuls | 186          | 4,06         | 251         | 6,25        |
| Exprimés       | Exprimés             | Exprimés       | 4 393        | 95,94        | 3 764       | 93,75       |

*sortant

### Canton de Coutances
| Candidats      | Candidats        | Étiquette      | Premier tour | Premier tour | Second tour | Second tour |
| Candidats      | Candidats        | Étiquette      | Voix         | %            | Voix        | %           |
| -------------- | ---------------- | -------------- | ------------ | ------------ | ----------- | ----------- |
|                | Alain Cousin*    | RPR            | 2 444        | 44,92        | 2 494       | 52,20       |
|                | David Lerouge    | DVD            | 1 262        | 23,19        | 2 284       | 47,80       |
|                | Claude Verneuil  | GE             | 687          | 12,63        |             |             |
|                | Monique Sagot    | Verts          | 569          | 10,46        |             |             |
|                | Auguste Gardille | FN             | 287          | 5,27         |             |             |
|                | Erick Pontais    | PCF            | 192          | 3,53         |             |             |
|                |                  |                |              |              |             |             |
| Inscrits       | Inscrits         | Inscrits       | 8 478        | 100,00       | 8 478       | 100,00      |
| Abstention     | Abstention       | Abstention     | 2 786        | 32,86        | 3 362       | 39,66       |
| Votants        | Votants          | Votants        | 5 692        | 67,14        | 5 116       | 60,34       |
| Blancs et nuls | Blancs et nuls   | Blancs et nuls | 251          | 4,41         | 338         | 6,61        |
| Exprimés       | Exprimés         | Exprimés       | 5 441        | 95,59        | 4 778       | 93,39       |

*sortant

### Canton d'Équeurdreville-Hainneville
| Candidats      | Candidats           | Étiquette      | Premier tour | Premier tour | Second tour | Second tour |
| Candidats      | Candidats           | Étiquette      | Voix         | %            | Voix        | %           |
| -------------- | ------------------- | -------------- | ------------ | ------------ | ----------- | ----------- |
|                | René Sebire*        | PS             | 3 216        | 31,88        | 4 372       | 50,93       |
|                | Jean Tissot         | RPR            | 3 095        | 30,68        | 4 212       | 49,07       |
|                | Daniel Bosquet      | Verts          | 2 244        | 22,24        | Retrait     | Retrait     |
|                | Janine Vautier      | FN             | 901          | 8,93         |             |             |
|                | Jean-Michel Durieux | PCF            | 632          | 6,26         |             |             |
|                |                     |                |              |              |             |             |
| Inscrits       | Inscrits            | Inscrits       | 16 710       | 100,00       | 16 710      | 100,00      |
| Abstention     | Abstention          | Abstention     | 6 088        | 36,43        | 7 360       | 44,05       |
| Votants        | Votants             | Votants        | 10 622       | 63,57        | 9 350       | 55,95       |
| Blancs et nuls | Blancs et nuls      | Blancs et nuls | 534          | 5,03         | 766         | 8,19        |
| Exprimés       | Exprimés            | Exprimés       | 10 088       | 94,97        | 8 584       | 91,81       |

*sortant

### Canton de La Haye-du-Puits
| Candidats      | Candidats          | Étiquette      | Premier tour | Premier tour | Second tour | Second tour |
| Candidats      | Candidats          | Étiquette      | Voix         | %            | Voix        | %           |
| -------------- | ------------------ | -------------- | ------------ | ------------ | ----------- | ----------- |
|                | Bernard Chenot     | DVD            | 1 506        | 38,02        | 1 840       | 48,77       |
|                | Jacqueline Chanoni | DVD            | 1 080        | 27,27        | 1 933       | 51,23       |
|                | Patrick Lehuby     | FN             | 352          | 8,89         |             |             |
|                | Daniel Pernelle    | DVD            | 323          | 8,15         |             |             |
|                | Charles Guilbert   | Verts          | 321          | 8,10         |             |             |
|                | Micheline Lecorre  | PS             | 276          | 6,97         |             |             |
|                | Henri Dujardin     | PCF            | 103          | 2,60         |             |             |
|                |                    |                |              |              |             |             |
| Inscrits       | Inscrits           | Inscrits       | 5 969        | 100,00       | 5 967       | 100,00      |
| Abstention     | Abstention         | Abstention     | 1 782        | 29,85        | 2 009       | 33,67       |
| Votants        | Votants            | Votants        | 4 187        | 70,15        | 3 958       | 66,33       |
| Blancs et nuls | Blancs et nuls     | Blancs et nuls | 226          | 5,40         | 185         | 4,67        |
| Exprimés       | Exprimés           | Exprimés       | 3 961        | 94,60        | 3 773       | 95,33       |

### Canton d'Isigny-le-Buat
| Candidats      | Candidats          | Étiquette      | Premier tour | Premier tour |
| Candidats      | Candidats          | Étiquette      | Voix         | %            |
| -------------- | ------------------ | -------------- | ------------ | ------------ |
|                | Bernard Pinel*     | UDF            | 1 410        | 81,46        |
|                | Jacqueline Meyer   | PS             | 172          | 9,94         |
|                | Nicole Tighilt     | FN             | 98           | 5,66         |
|                | Jean-Pierre Guenee | PCF            | 51           | 2,95         |
|                |                    |                |              |              |
| Inscrits       | Inscrits           | Inscrits       | 2 413        | 100,00       |
| Abstention     | Abstention         | Abstention     | 510          | 21,14        |
| Votants        | Votants            | Votants        | 1 903        | 78,86        |
| Blancs et nuls | Blancs et nuls     | Blancs et nuls | 172          | 9,04         |
| Exprimés       | Exprimés           | Exprimés       | 1 731        | 90,96        |

*sortant

### Canton de Juvigny-le-Tertre
| Candidats      | Candidats           | Étiquette      | Premier tour | Premier tour |
| Candidats      | Candidats           | Étiquette      | Voix         | %            |
| -------------- | ------------------- | -------------- | ------------ | ------------ |
|                | Roger Delarue*      | RPR            | 895          | 54,14        |
|                | Bernard Lehericey   | DVD            | 518          | 31,34        |
|                | Christian Schneider | PS             | 144          | 8,71         |
|                | Jacky Isabet        | FN             | 79           | 4,78         |
|                | Jacques Poulain     | PCF            | 17           | 1,03         |
|                |                     |                |              |              |
| Inscrits       | Inscrits            | Inscrits       | 2 352        | 100,00       |
| Abstention     | Abstention          | Abstention     | 615          | 26,15        |
| Votants        | Votants             | Votants        | 1 737        | 73,85        |
| Blancs et nuls | Blancs et nuls      | Blancs et nuls | 84           | 4,84         |
| Exprimés       | Exprimés            | Exprimés       | 1 653        | 95,16        |

*sortant

### Canton de Percy
| Candidats      | Candidats          | Étiquette      | Premier tour | Premier tour | Second tour | Second tour |
| Candidats      | Candidats          | Étiquette      | Voix         | %            | Voix        | %           |
| -------------- | ------------------ | -------------- | ------------ | ------------ | ----------- | ----------- |
|                | Michel Loreille*   | RPR            | 1 409        | 47,71        | 1 510       | 53,39       |
|                | Jean-Louis Dandine | DVD            | 876          | 29,66        | 1 318       | 46,61       |
|                | Daniel Sanoner     | Verts          | 462          | 15,65        |             |             |
|                | Ariette Letertre   | FN             | 140          | 4,74         |             |             |
|                | Jean-Louis Delaune | PCF            | 66           | 2,24         |             |             |
|                |                    |                |              |              |             |             |
| Inscrits       | Inscrits           | Inscrits       | 4 075        | 100,00       | 4 075       | 100,00      |
| Abstention     | Abstention         | Abstention     | 954          | 23,41        | 1 073       | 26,33       |
| Votants        | Votants            | Votants        | 3 121        | 76,59        | 3 002       | 73,67       |
| Blancs et nuls | Blancs et nuls     | Blancs et nuls | 168          | 5,38         | 174         | 5,80        |
| Exprimés       | Exprimés           | Exprimés       | 2 953        | 94,62        | 2 828       | 94,20       |

*sortant

### Canton de Periers
| Candidats      | Candidats                 | Étiquette      | Premier tour | Premier tour | Second tour | Second tour |
| Candidats      | Candidats                 | Étiquette      | Voix         | %            | Voix        | %           |
| -------------- | ------------------------- | -------------- | ------------ | ------------ | ----------- | ----------- |
|                | Didier Lecerf             | DVD            | 1 428        | 43,59        | 1 856       | 54,02       |
|                | Michel Ciubucciu*         | DVD            | 1 335        | 40,75        | 1 580       | 45,98       |
|                | Stéphane Guilloit         | Verts          | 175          | 5,34         |             |             |
|                | Marthe Gardille           | FN             | 163          | 4,98         |             |             |
|                | Pierre Binet              | PS             | 122          | 3,72         |             |             |
|                | Marie-Louise Mechain-Rose | PCF            | 53           | 1,62         |             |             |
|                |                           |                |              |              |             |             |
| Inscrits       | Inscrits                  | Inscrits       | 4 699        | 100,00       | 4 699       | 100,00      |
| Abstention     | Abstention                | Abstention     | 1 290        | 27,45        | 1 177       | 25,05       |
| Votants        | Votants                   | Votants        | 3 409        | 72,55        | 3 522       | 74,95       |
| Blancs et nuls | Blancs et nuls            | Blancs et nuls | 133          | 3,90         | 86          | 2,44        |
| Exprimés       | Exprimés                  | Exprimés       | 3 276        | 96,10        | 3 436       | 97,56       |

*sortant

### Canton de Pontorson
| Candidats      | Candidats      | Étiquette      | Premier tour | Premier tour | Second tour | Second tour |
| Candidats      | Candidats      | Étiquette      | Voix         | %            | Voix        | %           |
| -------------- | -------------- | -------------- | ------------ | ------------ | ----------- | ----------- |
|                | Eric Vannier   | DVD            | 1 511        | 39,43        | 2 120       | 58,34       |
|                | Claude Ménard  | PCF            | 939          | 24,50        | 1 514       | 41,66       |
|                | Jean Gedouin   | UDF            | 584          | 15,24        | Retrait     | Retrait     |
|                | René Etrillard | PS             | 351          | 9,16         |             |             |
|                | Michel Judas*  | RPR            | 256          | 6,68         |             |             |
|                | Henri Cheval   | FN             | 191          | 4,98         |             |             |
|                |                |                |              |              |             |             |
| Inscrits       | Inscrits       | Inscrits       | 5 360        | 100,00       | 5 360       | 100,00      |
| Abstention     | Abstention     | Abstention     | 1 318        | 24,59        | 1 477       | 27,56       |
| Votants        | Votants        | Votants        | 4 042        | 75,41        | 3 883       | 72,44       |
| Blancs et nuls | Blancs et nuls | Blancs et nuls | 210          | 5,20         | 249         | 6,41        |
| Exprimés       | Exprimés       | Exprimés       | 3 832        | 94,80        | 3 634       | 93,59       |

*sortant

### Canton de Saint-James
| Candidats      | Candidats            | Étiquette      | Premier tour | Premier tour |
| Candidats      | Candidats            | Étiquette      | Voix         | %            |
| -------------- | -------------------- | -------------- | ------------ | ------------ |
|                | Michel Thoury        | UDF            | 2 389        | 65,33        |
|                | Paulette Barbelette  | PS             | 600          | 16,41        |
|                | Elisabeth Brault     | PCF            | 336          | 9,19         |
|                | Marie-Josephe Bechet | FN             | 332          | 9,08         |
|                |                      |                |              |              |
| Inscrits       | Inscrits             | Inscrits       | 5 483        | 100,00       |
| Abstention     | Abstention           | Abstention     | 1 364        | 24,88        |
| Votants        | Votants              | Votants        | 4 119        | 75,12        |
| Blancs et nuls | Blancs et nuls       | Blancs et nuls | 462          | 11,22        |
| Exprimés       | Exprimés             | Exprimés       | 3 657        | 88,78        |

### Canton de Saint-Jean-de-Daye
| Candidats      | Candidats      | Étiquette      | Premier tour | Premier tour |
| Candidats      | Candidats      | Étiquette      | Voix         | %            |
| -------------- | -------------- | -------------- | ------------ | ------------ |
|                | Pierre Drion*  | DVD            | 1 938        | 60,83        |
|                | Lucien Boem    | PS             | 722          | 22,66        |
|                | André Barbier  | Verts          | 384          | 12,05        |
|                | Raymond Morin  | PCF            | 142          | 4,46         |
|                |                |                |              |              |
| Inscrits       | Inscrits       | Inscrits       | 4 725        | 100,00       |
| Abstention     | Abstention     | Abstention     | 1 344        | 28,44        |
| Votants        | Votants        | Votants        | 3 381        | 71,56        |
| Blancs et nuls | Blancs et nuls | Blancs et nuls | 195          | 5,77         |
| Exprimés       | Exprimés       | Exprimés       | 3 186        | 94,23        |

*sortant

### Canton de Saint-Lô-Ouest
| Candidats      | Candidats         | Étiquette      | Premier tour | Premier tour | Second tour | Second tour |
| Candidats      | Candidats         | Étiquette      | Voix         | %            | Voix        | %           |
| -------------- | ----------------- | -------------- | ------------ | ------------ | ----------- | ----------- |
|                | Edmond Piedagnel  | RPR            | 2 466        | 40,90        | 3 635       | 74,00       |
|                | Alain Crepieux    | DVD            | 1 123        | 18,62        | Retrait     | Retrait     |
|                | Patrice Luce      | PS             | 985          | 16,33        | 1 277       | 26,00       |
|                | Jean-Luc Cohin    | Verts          | 464          | 7,69         |             |             |
|                | Dominique Bauduin | Verts          | 439          | 7,28         |             |             |
|                | Sylvestre Zinnato | FN             | 377          | 6,25         |             |             |
|                | Michel Boulay     | PCF            | 176          | 2,92         |             |             |
|                |                   |                |              |              |             |             |
| Inscrits       | Inscrits          | Inscrits       | 9 108        | 100,00       | 9 108       | 100,00      |
| Abstention     | Abstention        | Abstention     | 2 790        | 30,63        | 3 877       | 42,57       |
| Votants        | Votants           | Votants        | 6 318        | 69,37        | 5 231       | 57,43       |
| Blancs et nuls | Blancs et nuls    | Blancs et nuls | 288          | 4,56         | 319         | 6,10        |
| Exprimés       | Exprimés          | Exprimés       | 6 030        | 95,44        | 4 912       | 93,90       |

### Canton de Saint-Malo-de-la-Lande
| Candidats      | Candidats       | Étiquette      | Premier tour | Premier tour |
| Candidats      | Candidats       | Étiquette      | Voix         | %            |
| -------------- | --------------- | -------------- | ------------ | ------------ |
|                | Claude Asselin* | RPR            | 2 392        | 56,08        |
|                | Michel Fremont  | Verts          | 913          | 21,41        |
|                | Louis Senoville | FN             | 651          | 15,26        |
|                | Bernard Pontais | PCF            | 309          | 7,25         |
|                |                 |                |              |              |
| Inscrits       | Inscrits        | Inscrits       | 6 819        | 100,00       |
| Abstention     | Abstention      | Abstention     | 2 216        | 32,50        |
| Votants        | Votants         | Votants        | 4 603        | 67,50        |
| Blancs et nuls | Blancs et nuls  | Blancs et nuls | 338          | 7,34         |
| Exprimés       | Exprimés        | Exprimés       | 4 265        | 92,66        |

*sortant

### Canton de Sainte-Mère-Église
| Candidats      | Candidats         | Étiquette      | Premier tour | Premier tour |
| Candidats      | Candidats         | Étiquette      | Voix         | %            |
| -------------- | ----------------- | -------------- | ------------ | ------------ |
|                | Jean d'Aigneaux * | DVD            | 2 247        | 60,27        |
|                | Hervé Houel       | Verts          | 702          | 18,83        |
|                | Jacques Duchemin  | FN             | 557          | 14,94        |
|                | Joël Lebarbier    | PCF            | 222          | 5,95         |
|                |                   |                |              |              |
| Inscrits       | Inscrits          | Inscrits       | 5 978        | 100,00       |
| Abstention     | Abstention        | Abstention     | 1 912        | 31,98        |
| Votants        | Votants           | Votants        | 4 066        | 68,02        |
| Blancs et nuls | Blancs et nuls    | Blancs et nuls | 338          | 8,31         |
| Exprimés       | Exprimés          | Exprimés       | 3 728        | 91,69        |

*sortant

### Canton de Saint-Pierre-Église
| Candidats      | Candidats      | Étiquette      | Premier tour | Premier tour | Second tour | Second tour |
| Candidats      | Candidats      | Étiquette      | Voix         | %            | Voix        | %           |
| -------------- | -------------- | -------------- | ------------ | ------------ | ----------- | ----------- |
|                | Jean Lejeune*  | UDF            | 1 505        | 40,14        | 1 861       | 50,78       |
|                | Léon Tohier    | PS             | 1 301        | 34,70        | 1 804       | 49,22       |
|                | Lionel Josse   | Verts          | 389          | 10,38        |             |             |
|                | Suzanne Ozanne | FN             | 366          | 9,76         |             |             |
|                | Denis Houivet  | PCF            | 188          | 5,01         |             |             |
|                |                |                |              |              |             |             |
| Inscrits       | Inscrits       | Inscrits       | 5 945        | 100,00       | 5 944       | 100,00      |
| Abstention     | Abstention     | Abstention     | 2 024        | 34,05        | 2 133       | 35,88       |
| Votants        | Votants        | Votants        | 3 921        | 65,95        | 3 811       | 64,12       |
| Blancs et nuls | Blancs et nuls | Blancs et nuls | 172          | 4,39         | 146         | 3,83        |
| Exprimés       | Exprimés       | Exprimés       | 3 749        | 95,61        | 3 665       | 96,17       |

*sortant

### Canton de Sourdeval
| Candidats      | Candidats        | Étiquette      | Premier tour | Premier tour |
| Candidats      | Candidats        | Étiquette      | Voix         | %            |
| -------------- | ---------------- | -------------- | ------------ | ------------ |
|                | Albert Bazire    | RPR            | 1 877        | 56,69        |
|                | Alain Thomas     | PS             | 537          | 16,22        |
|                | Bernard Desguès* | RPR            | 453          | 13,68        |
|                | Yves Guenee      | PCF            | 239          | 7,22         |
|                | Paulette Vincent | FN             | 109          | 3,29         |
|                | Philippe Botte   | Verts          | 96           | 2,90         |
|                |                  |                |              |              |
| Inscrits       | Inscrits         | Inscrits       | 4 372        | 100,00       |
| Abstention     | Abstention       | Abstention     | 963          | 22,03        |
| Votants        | Votants          | Votants        | 3 409        | 77,97        |
| Blancs et nuls | Blancs et nuls   | Blancs et nuls | 98           | 2,87         |
| Exprimés       | Exprimés         | Exprimés       | 3 311        | 97,13        |

*sortant

### Canton du Teilleul
| Candidats      | Candidats         | Étiquette      | Premier tour | Premier tour |
| Candidats      | Candidats         | Étiquette      | Voix         | %            |
| -------------- | ----------------- | -------------- | ------------ | ------------ |
|                | Jean Bizet*       | RPR            | 1 372        | 75,18        |
|                | Philippe Sola     | FN             | 270          | 14,79        |
|                | Philippe Gerouard | PS             | 145          | 7,95         |
|                | Francis Moulin    | PCF            | 38           | 2,08         |
|                |                   |                |              |              |
| Inscrits       | Inscrits          | Inscrits       | 2 913        | 100,00       |
| Abstention     | Abstention        | Abstention     | 845          | 29,01        |
| Votants        | Votants           | Votants        | 2 068        | 70,99        |
| Blancs et nuls | Blancs et nuls    | Blancs et nuls | 243          | 11,75        |
| Exprimés       | Exprimés          | Exprimés       | 1 825        | 88,25        |

*sortant

### Canton de Torigni-sur-Vire
| Candidats      | Candidats          | Étiquette      | Premier tour | Premier tour |
| Candidats      | Candidats          | Étiquette      | Voix         | %            |
| -------------- | ------------------ | -------------- | ------------ | ------------ |
|                | Robert Marty*      | DVD            | 4 601        | 81,48        |
|                | Jacqueline Roque   | FN             | 550          | 9,74         |
|                | Anne-Marie Jourdan | PCF            | 496          | 8,78         |
|                |                    |                |              |              |
| Inscrits       | Inscrits           | Inscrits       | 8 544        | 100,00       |
| Abstention     | Abstention         | Abstention     | 2 440        | 28,56        |
| Votants        | Votants            | Votants        | 6 104        | 71,44        |
| Blancs et nuls | Blancs et nuls     | Blancs et nuls | 457          | 7,49         |
| Exprimés       | Exprimés           | Exprimés       | 5 647        | 92,51        |

*sortant

### Canton de Valognes
| Candidats      | Candidats        | Étiquette      | Premier tour | Premier tour |
| Candidats      | Candidats        | Étiquette      | Voix         | %            |
| -------------- | ---------------- | -------------- | ------------ | ------------ |
|                | Claude Gatignol* | UDF            | 3 246        | 60,57        |
|                | René Lecacheur   | Verts          | 1 152        | 21,50        |
|                | Fernand Daragon  | FN             | 482          | 8,99         |
|                | Rémi Besselievre | PCF            | 479          | 8,94         |
|                |                  |                |              |              |
| Inscrits       | Inscrits         | Inscrits       | 9 009        | 100,00       |
| Abstention     | Abstention       | Abstention     | 3 279        | 36,40        |
| Votants        | Votants          | Votants        | 5 730        | 63,60        |
| Blancs et nuls | Blancs et nuls   | Blancs et nuls | 371          | 6,47         |
| Exprimés       | Exprimés         | Exprimés       | 5 359        | 93,53        |

*sortant

### Canton de Villedieu-les-Poêles
| Candidats      | Candidats      | Étiquette      | Premier tour | Premier tour | Second tour | Second tour |
| Candidats      | Candidats      | Étiquette      | Voix         | %            | Voix        | %           |
| -------------- | -------------- | -------------- | ------------ | ------------ | ----------- | ----------- |
|                | Jean Sesboüé   | DVD            | 1 716        | 38,71        | 2 305       | 51,35       |
|                | Michel Besnier | UDF            | 1 440        | 32,48        | 1 678       | 37,38       |
|                | Louis Prevel   | DVD            | 687          | 15,50        | 506         | 11,27       |
|                | Gérard Blin    | FN             | 291          | 6,56         |             |             |
|                | Daniel Caillot | PS             | 200          | 4,51         |             |             |
|                | Guy Lecann     | PCF            | 99           | 2,23         |             |             |
|                |                |                |              |              |             |             |
| Inscrits       | Inscrits       | Inscrits       | 6 317        | 100,00       | 6 317       | 100,00      |
| Abstention     | Abstention     | Abstention     | 1 649        | 26,10        | 1 678       | 26,56       |
| Votants        | Votants        | Votants        | 4 668        | 73,90        | 4 639       | 73,44       |
| Blancs et nuls | Blancs et nuls | Blancs et nuls | 235          | 5,03         | 150         | 3,23        |
| Exprimés       | Exprimés       | Exprimés       | 4 433        | 94,97        | 4 489       | 96,77       |